# Route départementale 15 (Alpes-de-Haute-Provence)
Pour les articles homonymes, voir Route départementale 15.
La route départementale 15, abrégée en RD 15 ou D 15, est une des routes des Alpes-de-Haute-Provence, qui relie Valensole (Pont de l'Asse) à Quinson.

## Tracé de Valensole(Pont de l'Asse)à Quinson
- Valensole
- Allemagne-en-Provence
- Esparron-de-Verdon
- Quinson